# Bonecos de barro de Pernambuco

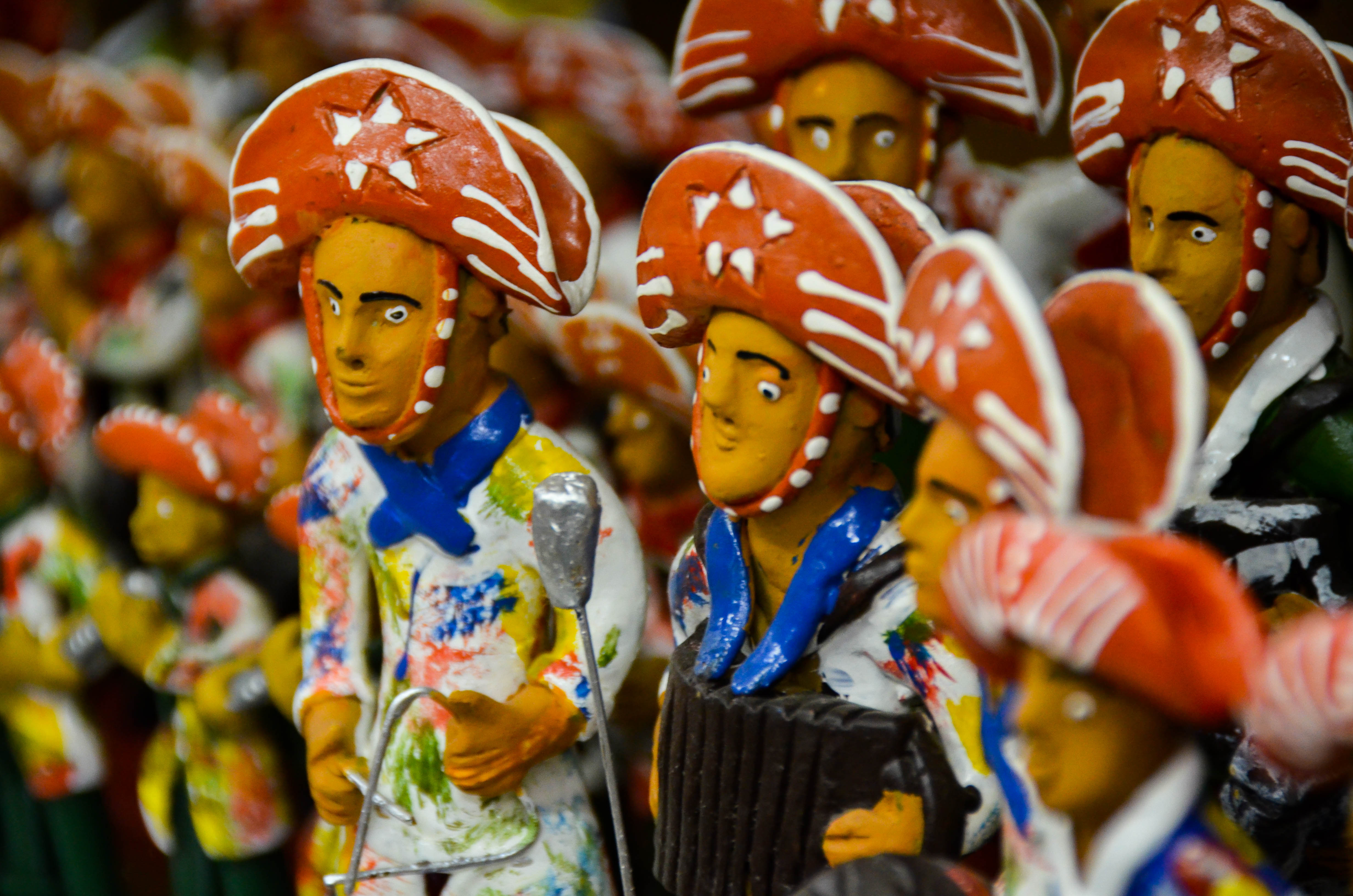

Os bonecos de barro de Pernambuco são figurativas antropomórficas populares no estado brasileiro de Pernambuco. Através da retratação de cenas cotidianas do Nordeste brasileiro os Mestres ceramistas eternizaram na cultura popular brasileira as peças que revelam a identidade da região. Atualmente, os bonecos de barro são encontrados em estantes, mesas e prateleiras, integrando a decoração de casas e espaços por todo Brasil.

## Origem da cerâmica

### Material
A cerâmica é o material artificial mais antigo produzido pelo homem. Do grego “kéramos” (“terra queimada” ou “argila queimada”), é um material de grande resistência, frequentemente encontrado em escavações arqueológicas.
A cerâmica como atividade se refere à produção de artefatos a partir da argila, que se torna muito plástica e fácil de moldar quando umedecida. Depois de submetida à secagem para retirar a maior parte da água, a peça moldada é submetida a altas temperaturas, o que lhe atribui rigidez e resistência.

### Cerâmica no Brasil

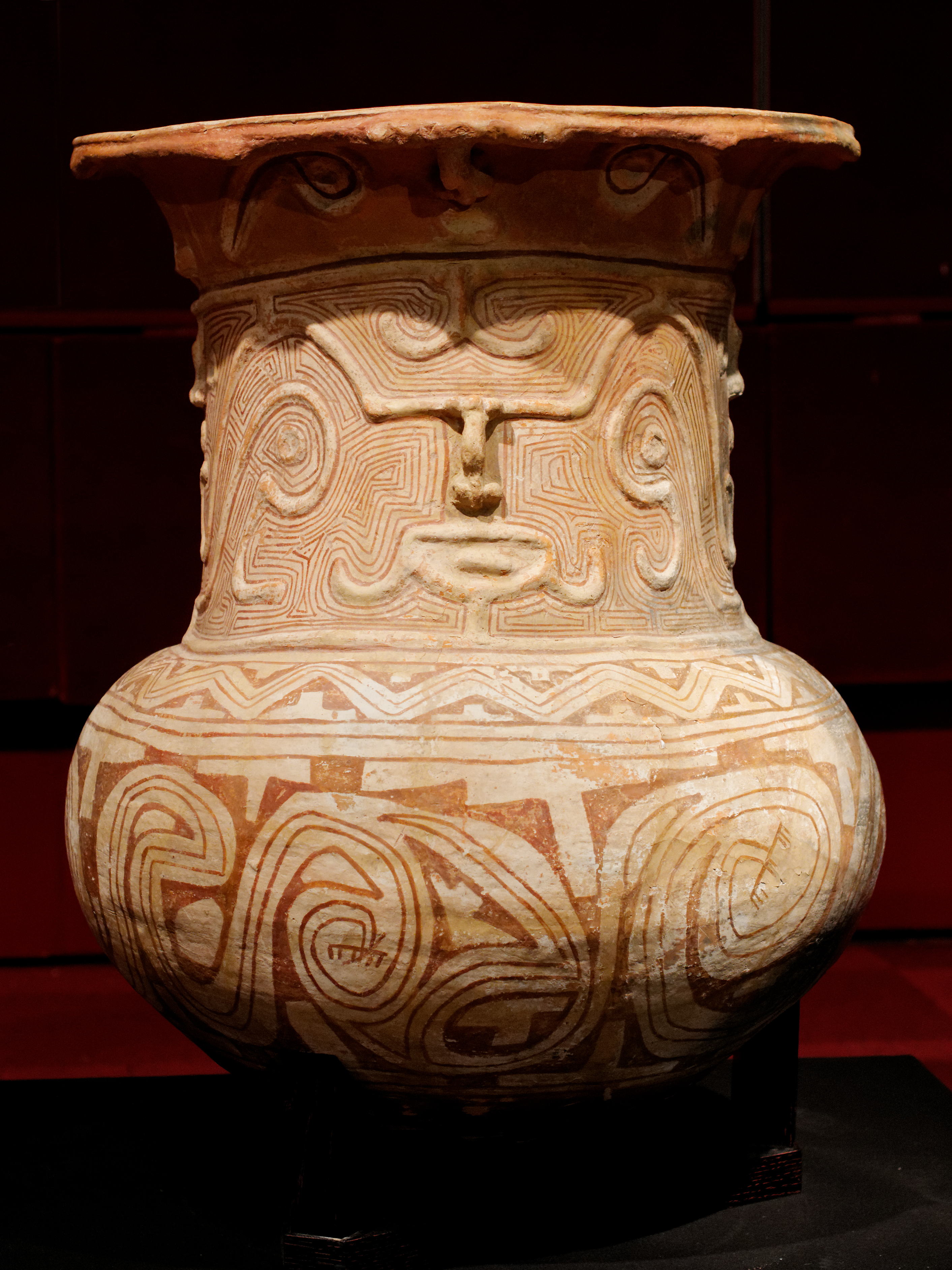
Urna funerária marajoara em cerâmica, 400 a 1400 d.C

No Brasil, a cerâmica tem seus primórdios na Ilha de Marajó. A arte marajoara aponta à avançada cultura indígena que floresceu na ilha. Estudos arqueológicos, contudo, indicam a presença de uma cerâmica mais simples, que indica ter sido criada na região amazônica por volta de cinco mil anos atrás. A cerâmica marajoara era altamente elaborada e de uma especialização artesanal que compreendia várias técnicas: raspagem, incisão, excisão e pintura. A modelagem é tipicamente antropomorfa, embora haja exemplares de cobras e lagartos em relevo.
Ao contrário do que muitos pensam, a tradição ceramista não chegou ao Brasil com os portugueses ou na bagagem cultural dos africanos escravizados. Os indígenas, mesmo utilizando instrumentos rudimentares, firmaram o começo de uma longa cultura e trajetória do trabalho em barro antes mesmo da colonização, produzindo principalmente peças utilitárias, mas também decorativas. Os colonizadores portugueses, instalando as primeiras olarias, apenas introduziram novas ferramentas e concentraram a mão-de-obra.
A criação de olarias fomentou o uso do torno e das rodadeiras, por exemplo, sendo estes muito relevantes na história da cerâmica brasileira, visto que, com essa técnica, passaram a ser fabricadas peças com maior simetria na forma, acabamento mais aprimorado e menor tempo de trabalho.

### Influência histórica na cerâmica de Caruaru
A história com o barro em Caruaru é atravessada pelos indígenas Cariris (que após colonização foram nomeados como Tapuias), negros escravizados e colonizadores portugueses.
No período pré colonização os Cariris eram nômades que habitavam o sertão nordestino e produziam uma cerâmica utilitária rudimentar que não era marcada por um estilo nem possuía motivos decorativos. O registro mais próximo a Caruaru são as urnas funerárias encontradas em Bom Jardim de Pernambuco.
Não se sabe ao certo se a introdução do barro queimado em Caruaru se deu através dos Cariris, que podem ter tido seus trabalhos influenciados pelas missões jesuíticas já existentes nas regiões que faziam fronteira com Pernambuco, ou por negros fugitivos da Zona da Mata.
No que toca os colonizadores, após expulsarem os holandeses de Pernambuco, os portugueses trouxeram para a região tijolos, azulejos e porcelanas tradicionais do país. Fora os utilitários, as peças decorativas também eram proeminentes na região, as primeiras esculturas em barro encontradas foram produzidas para as igrejas de Olinda e Salvador e representavam figuras da religião católica. A escultura figurativa que representava Frei Francisco dos Santos é datada de 1585-1616.

## Tradição pernambucana na confecção dos bonecos de barro
A produção de cerâmicas decorativas de Pernambuco, concentrada no município de Caruaru, se perpetuou com o passar dos anos através da transmissão de conhecimentos e técnicas com argila entre gerações, trocadas no cotidiano doméstico.
Inicialmente utilizado para fazer objetos utilitários como panelas, colheres e tigelas, o barro tomou outra forma a partir de 1948 quando Vitalino Pereira se mudou para o bairro Alto do Moura, povoado de fortes características rurais na época.
Das poucas famílias que ali residiam, grande parte delas aprenderam a fazer os bonecos de barro com um Vitalino já conhecido por tal prática. A partir desse aprendizado houve mudanças econômicas, sociais e profissionais na comunidade que mantém até hoje a confecção das esculturas como prática principal.
Os bonecos de barro trazem consigo uma leitura individual dos artistas que os produzem, seja a mão livre ou com o auxílio do torno, sobre a identidade da região. Podem ser encontradas peças representando cenas do cotidiano, famílias, trabalhos, procissões, retirantes, músicos, bandas de pífanos, bumbas-meu-boi, Folia de Reis, cangaceiros, entre outros elementos culturais.
Com a popularização das peças, a alta demanda ao redor do Brasil e a atualização das práticas sociais e industriais, hoje, existem profissionais que se dedicam à produção segmentada dos bonecos e outros que fabricam réplicas de esculturas já popularizadas, além daqueles artesãos que continuam realizando o processo completo da produção e privilegiando a criatividade.

## Ceramistas pernambucanos

Escultura em cerâmica: auto-retrato do Mestre Vitalino.

### Mestre Vitalino
Nascido em 10 de Julho de 1909, no Sítio Campos, zona rural de Caruaru (PE), Vitalino Pereira dos Santos foi o artista por trás da visão que hoje temos do boneco de barro contemporâneo, transformando-o em arte figurativa.
Sua cerâmica trazia temas como vida, casamento, morte, entre profissões tradicionais como vaqueiros e lavadeiras, variando em duas fases, uma na qual a cor era parte integrante da modelagem e uma posterior mantendo as peças na cor da argila queimada.
Ele foi um dos maiores responsáveis pela fama mundial do artesanato antropomórfico com barro, influenciando o trabalho de muitos artistas nordestinos e abrindo o caminho do reconhecimento dessa arte dentro e fora do Brasil, inclusive representando Pernambuco na exposição de Arte Primitiva e Moderna Brasileira no ano de 1955, em Neuchâtel, na Suíça, e tendo também diversas obras expostas no Museu do Louvre, em Paris, e em sua antiga residência no Alto do Moura, bairro localizado no município de Caruaru, um dos maiores polos de artesanato brasileiro.
Foi muito por causa do Mestre Vitalino e da influência, impacto e continuidade de sua arte, inclusive, que Caruaru se tornou o maior centro de arte figurativa das Américas segundo a UNESCO.

### Zé Caboclo
Discípulo e amigo do Mestre Vitalino, José Antônio da Silva, mais conhecido como Mestre Zé do Caboclo, nasceu em 1921 e modelava barro já na infância para fazer seus próprios brinquedos.
Se destacou na arte popular, junto de seu cunhado Manuel Eudócio, por inovarem as técnicas de produções de suas peças. Uma das maiores novidades foi dar vida aos olhos de barro dos bonecos, fazendo seus olhos em alto relevo, ao invés de fazê-los furados, como os demais artesãos da época. Esta técnica, até hoje, é bastante utilizada por artistas de toda Região Nordeste. Além disso introduziram o uso de arame e do carimbo através dos seus bonecos.
Até hoje, oito de seus onze filhos seguiram seu legado, ajudando a continuar fomentando o artesanato de barro em Caruaru.

Escultura em cerâmica Guariba Milena de Mestre Galdino

### Mestre Galdino
Manuel Galdino de Freitas, conhecido como Mestre Galdino, foi um poeta, violeiro e ceramista pernambucano. Nascido em 1924 em São Caetano, na década de 70, conheceu as obras de mestre Vitalino, Zé Caboclo e Zé Rodrigues em Caruaru. Apesar disso, não seguia os padrões estilísticos empregados pelos ceramistas no Alto do Moura.
As primeiras peças em cerâmica produzidas por Manuel Galdino, ex-pedreiro, foram pequenas casas e peças de mobília em miniaturas, que não interessavam os turistas. O ceramista passou a criar jarros, moringas, relevos de paredes, telhas decorativas e máscaras, além dos bonecos. Admirador da cultura cordelista, relacionava o barro com a poesia e a música, escrevendo histórias para cada boneco criado, adicionando mais uma camada da cultura nordestina à sua arte.
As peças mais tradicionais e reconhecidas dentro do seu repertório artístico são Lampião e Maria Bonita, muito demandados pelos visitantes, e Mané Pãozeiro, que significou sua ruptura com a arte figurativa. Inspirado em um primo padeiro, Mané Pãozeiro representava as preocupações e aflições com a vida financeira, este era o único boneco que Galdino dizia não alterar nem sequer os detalhes.

## Feira Nacional de Negócios do Artesanato
A Feira Nacional de Negócios do Artesanato (Fenearte) é a maior feira de artesanato da América Latina, realizada pelo Governo do Estado, pela Agência de Desenvolvimento de Pernambuco (Adepe) e pela Secretaria de Desenvolvimento Econômico do Estado (SDEC). É um evento essencial para a manutenção da história e cultura do artesanato de barro em Pernambuco, mantendo viva a tradição dos bonecos de barro.